# گمینا گرنبوشوو
گمینا گرنبوشوو (به لهستانی:  Gmina Gręboszów) یک گمینا در لهستان است که در شهرستان دانبرووا واقع شده‌است. گمینا گرنبوشوو ۴۸٫۶۳ کیلومتر مربع مساحت و ۳٬۵۹۹ نفر جمعیت دارد.